# Grupa 5 Architekci
Grupa 5 Architekci – polska pracownia architektoniczna z Warszawy założona w 1998, obecnie prowadzona przez Romana Dziedziejko, Krzysztofa Mycielskiego, Michała Leszczyńskiego, Rafała Zelenta, Rafała Grzelewskiego, Macieja Lewandowskiego i Macieja Dutkiewicza. Współzałożycielem pracowni był również zmarły w 2013 roku Mikołaj Kadłubowski.
Wśród projektów Grupy 5 Architekci znajdują się takie realizacje jak: Hotel Bristol w Zakopanem, Forest Ski Hotel & Resort w Szklarskiej Porębie, główna siedziba Banku BPS przy ul. Grzybowskiej w Warszawie, kompleks biurowy GTC Platnium Bis przy ul. Domaniewskiej w Warszawie, czy główna siedziba Banku Millennium przy ul. Żaryna w Warszawie w Warszawie. Pracownia wykonała też w 2012 roku projekt remontu Dworca Głównego we Wrocławiu oraz projekt siedziby Wydziału Radia i Telewizji Uniwersytetu Śląskiego w Katowicach.
Wiosną 2020 roku zakończyła się realizacja pierwszego etapu przemiany pofabrycznego kompleksu dawnego Monopolu Wódczanego przy ulicy Kopcińskiego w Łodzi w wielofunkcyjny obiekt o nazwie Monopolis, za którego projekt architektoniczny odpowiada Grupa 5 Architekci.

## Wybrane projekty
| Realizacja                                       | Realizacja | Lokalizacja | Rok  | Komentarz                     |       |
| ------------------------------------------------ | ---------- | ----------- | ---- | ----------------------------- | ----- |
| siedziba centrali Banku Millennium               |            | Warszawa    | 2003 |                               | [ 3 ] |
| siedziba centrali Banku Polskiej Spółdzielczości |            | Warszawa    | 2009 |                               | [ 3 ] |
| dworzec kolejowy Wrocław Główny                  |            | Wrocław     | 2012 | remont i modernizacja budynku | [ 7 ] |
| Szkoła Filmowa im. Krzysztofa Kieślowskiego      |            | Katowice    | 2017 |                               | [ 4 ] |
| Pensjonat Abrama Gurewicza                       |            | Otwock      | 2019 | remont i modernizacja budynku | [ 8 ] |

## Lista nagród
2024:
- II nagroda w konkursie na projekt zagospodarowania Portu Rybackiego w Tallinnie (Estonia) - wspólnie z pracownią Sirkel & Mall[9][10]
- Property Design Award w kategorii Bryła - Biurowiec za projekt Lakeside w Warszawie[11]

2021:
- Nominacja do Europejskiej Nagrody Mies van der Rohe Awards dla Sanatorium Gurewicza w Otwocku[8]

2020:
- Grand Prize Brick Award 20 w Wiedniu. Projekt Siedziby Wydziału Radia i Telewizji Uniwersytetu Śląskiego w Katowicach uhonorowany został Grand Prize światowej edycji Brick Award 2020[12]
- Zespół Monopolis zdobywa w Paryżu I nagrodę MIPIM Award 2020 w kategorii BEST MIXED-USE DEVELOPMENT[13][14]

2019:
- Nominacja do Europejskiej Nagrody Mies van der Rohe Awards dla siedziby Wydziału Radia i Telewizji Uniwersytetu Śląskiego w Katowicach
- Grand Prix oraz nagroda w kategorii Sharing Public Spaces w konkursie Wienerberger Brick Award dla budynku siedziby Wydziału Radia i Telewizji Uniwersytetu Śląskiego w Katowicach[15]
- I Nagroda w konkursie Architecture Budma Awards dla siedziby Wydziału Radia i Telewizji w Katowicach[16]
- Wyróżnienie w konkursie Wienerberger Brick Award w kategorii Working Together otrzymał budynek biurowy przy ul. Komandorskiej we Wrocławiu
- Grand Prix w konkursie Zmień Wizję w Projekt pod patronatem firmy Rockwool w kategorii budynek zmodernizowany otrzymał Wydział Radia i Telewizji Uniwersytetu Śląskiego w Katowicach[17]
- Grand Prix w plebiscycie Polska Architektura XXL 2018 za budynek siedziby Wydziału Radia i Telewizji w Katowicach[18]
- I nagroda w Plebiscycie Polska Architektura 2018 za budynek siedziby Wydziału Radia i Telewizji w Katowicach
- I nagroda w Plebiscycie Polskie Wnętrze 2018 za budynek siedziby Wydziału Radia i Telewizji w Katowicach
- Wyróżnienie w konkursie Wienerberger Brick Award w kategorii Working Together otrzymał budynek biurowy przy ul. Komandorskiej we Wrocławiu

2018:
- Nagroda Architektoniczna POLITYKI 2017 - Grand Prix dla siedziby Wydziału Radia i Telewizji Uniwersytetu Śląskiego w Katowicach[19]

- Nagroda GRAND PRIX SARP 2017 – Nagroda Jury dla projektu Wydziału Radia i Telewizji Uniwersytetu Śląskiego w Katowicach[20]
- Nagroda BRYŁA ROKU 2017 – Nagroda Jury dla projektu Wydziału Radia i Telewizji Uniwersytetu Śląskiego w Katowicach[21]
- Grand Prix Nagroda Architektoniczna POLITYKI 2017[22]
- Najlepsza Przestrzeń Publiczna Województwa Śląskiego 2018 – Nagroda Marszałka Województwa Śląskiego dla Wydziału Radia i Telewizji w Katowicach[23]

2017:
- Wyróżnienie w konkursie Brick Awards za projekt zespołu mieszkaniowo – usługowego przy ul. Szwedzkiej w Warszawie

2016:
- Nagroda Architektoniczna Prezydenta m.st. Warszawy w kategorii Najlepszy obiekt mieszkalny: Architektura mieszkaniowa - pojedynczy obiekt 2015 za budynek mieszkalny Morskie Oko

2015:
- II Nagroda w konkursie SARP na projekt hali sportowo – widowiskowej w Lublinie

2013:
- I Nagroda w konkursie SARP na projekt miejskiej promenady Droga do Wolności w Gdańsku
- Europa Property CEE Retail Awards – półfinalista w kategorii Architect of the Year

2012:
- Nagroda PKP SA dla najlepszej inwestycji Polskich kolei Państwowych zgłoszonych do konkursu ŻYCIE W ARCHITEKTURZE 2000-2012 w Polsce
- Nominacja do Nagrody Głównej Konkursu ŻYCIE W ARCHITEKTURZE j.w. dla realizacji Placu przed Dworcem Wrocław Główny
- Europa Property CEE Green Buildings – finalista w kategorii Architect of the Year

2009:
- Nagroda Główna SARP 2008 – wyróżnienie za budynek biurowy Harmony Office Center w Warszawie

2008:
- Pierwsza nagroda realizacyjna w konkursie na Rewitalizację Dworca Głównego PKP we Wrocławiu

2007:
- Wyróżnienie w konkursie na projekt Europejskiego Centrum Solidarności w Gdańsku
- Wyróżnienie w konkursie na projekt Muzeum Sztuki Nowoczesnej w Warszawie wspólnie z ALA Architects oaz Jarosławem Kozakiewiczem
- Nagroda w konkursie na nowe zagospodarowanie bulwaru nadmorskiego na półwyspie Helskim

2006:
- Pierwsza nagroda w konkursie na nowe zagospodarowanie terenu rynku w mieście Puck[24]